# Maumusson-Laguian
Maumusson-Laguian este o comună în departamentul Gers din sudul Franței. În 2009 avea o populație de 152 de locuitori.

## Evoluția populației
| An        | 1975 | 1982 | 1990 | 1999 | 2006 | 2009 |
| --------- | ---- | ---- | ---- | ---- | ---- | ---- |
| Populație | 182  | 174  | 163  | 165  | 157  | 152  |